# ТЕС Рицциконі
38°26′43″ пн. ш. 15°59′24″ сх. д. / 38.44528° пн. ш. 15.99000° сх. д.
ТЕС Рицциконі – теплова електростанція на півдні Італії у регіоні Калабрія, метрополійне місто Реджо-Калабрія. Споруджена з використанням технології комбінованого парогазового циклу.
Введена в експлуатацію у 2008 році, станція має два однакові блоки потужністю по 380 МВт. У кожному з них встановлена одна газова турбіна потужністю 263 МВт, яка через котел-утилізатор живить одну парову турбіну з показником 132 МВт.
Загальна паливна ефективність ТЕС становить 56%.
Як паливо станція використовує природний газ, котрий постачається із національної газотранспортної системи через відвід довжиною 0,3 км.
Зв’язок із енергомережею відбувається по ЛЕП, розрахованій на роботу із напругою 380 кВ.